# Секретные точки
Секретные точки (фр. points secrets) — маленькие точки, обозначавшие монетный двор и чеканившиеся под некоторыми буквами круговой легенды на монетах Франции с конца XIV века. С 1389 года данный способ обозначения места чеканки монеты был распространён на все 20 монетных дворов Франции, а в 1539 году, во время реформы монетной системы Франциском I, точки заменили на буквенное обозначение монетного двора.

## Появление точек
3 ноября 1388 года, коронованный в 1380 году несовершеннолетний Карл VI, на заседании королевского совета наконец принимает власть в свои руки. Король удаляет из состава совета двух своих дядей и, по сути, передаёт власть другой придворной партии «мармузетов», которая состояла, в основном, из бывших советников его отца Карла V. После короткой ревизии выяснилось, что дяди Карла VI, бывшие регентами при несовершеннолетнем короле, профинансировали несколько своих походов за счёт казны, сама казна была сильно разграблена, а провинция Лангедок изнывала под гнётом герцога Беррийского. Всё это, а также любовь мармузетов к роскоши, поставили Францию в затруднительное финансовое положение.
Именно в этот момент принимается важная мера на пути денежной организации в стране. 11 сентября 1389 года Карл IV постановляет ввести «точки мастерских», или, как они ещё известны, «секретные точки» для обозначения монетного двора, где чеканилась монета:
| «Ce sont les différances ordonnées estre mises pour les monnaies d’or et d’argent, tant du Royaume comme du Dalphiné faictes sur le pié de monnoie 27e, et furent envoiez es dictes monnoies les fers ou estoient lesdictes différances et mandé aux gardes qu’ils les faissent faire semblables doresnavant.» |

## Типы и расположение точек
Точка могла быть полной или пустой (больше похожей на колечко), а также быть в виде полумесяца или крестика. Форма зависела от выпуска, так, например, первый чекан 1389 года имел полную точку, а четвёртый чекан 1411 года — пустую. Располагалась точка на обеих сторонах монеты под буквой легенды, чей порядковый номер соответствовал номеру мастерской (отсчёт начинался с первой буквы легенды по часовой стрелке). Например, монетный двор Парижа чеканил точку под 18-й буквой, а Кремьё — под первой буквой. Эта мера облегчила контроль над мастерскими, помогла различать продукцию каждого из 20 на тот момент монетных дворов Франции, внесла дополнительную защиту от фальшивомонетчиков и позволила унифицировать содержание металла в монетах.
Порядковый номер для каждого монетного двора был выбран произвольно и не зависел от географического положения мастерской. Также не известно ни об одном королевском указе, регламентирующем его. Доподлинно не известно, кто стал инициатором нововведения — совет придворных мармузетов или сам король. Однако, практика чеканки монет с эмиссионной точкой давно существовала в провинции Дофине, которая и была распространена на всё королевство. По традиции, начавшейся с Карла VI, наследник престола при рождении получал титул дофина и одноимённую провинцию. Этот факт может указывать как на желание короля распространить практики его владений на всё государство, так и на желание мармузетов отдать дань уважения королю, но также и на просто удобный способ контроля за чеканкой монет.
| Порядковый Номер | Монетный Двор                      |
| ---------------- | ---------------------------------- |
| 1                | Кремьё                             |
| 2                | Roman                              |
| 3                | Mirabel et par la suite Montélimar |
| 4                | Монпелье                           |
| 5                | Тулуза                             |
| 6                | Тур                                |
| 7                | Анже                               |
| 8                | Пуатье                             |
| 9                | Ла-Рошель                          |
| 10               | Лимож                              |
| 11               | Saint-Pourcain                     |
| 12               | Макон                              |
| 13               | Дижон                              |
| 14               | Труа                               |
| 15               | Руан                               |
| 16               | Турне                              |
| 17               | Сен-Кантен                         |
| 18               | Париж                              |
| 19               | Сен-Ло                             |
| 20               | Villeneuve-Saint-André lès Avignon |

| Буквенное Обозначение | Монетный Двор            |
| --------------------- | ------------------------ |
| A                     | Париж                    |
| B                     | Руан                     |
| C                     | Сен-Ло                   |
| D                     | Lion                     |
| E                     | Тур                      |
| F                     | Анже                     |
| G                     | Пуатье                   |
| H                     | Ла-Рошель                |
| I                     | Лимож                    |
| K                     | Бордо                    |
| L                     | Байонна                  |
| M                     | Tholofe                  |
| N                     | Монпелье                 |
| O                     | Saint-Pourcain           |
| P                     | Дижон                    |
| Q                     | Châalons                 |
| R                     | Saint-André              |
| S                     | Troye                    |
| T                     | Сент-Мену                |
| V                     | Thurin                   |
| X                     | Villefranche en Rouergue |
| Y                     | Bourges                  |
| Z                     | Dauphiné                 |
| &                     | Provence                 |
| 9                     | Bretagne                 |

## Завершение эпохи секретных точек
Вероятно, секретные точки чеканились только на золотых экю, так как на других монетах того времени их не наблюдается. Секретные точки продолжили чеканить на монетах Карла VII, Людовика XI, Карла VIII и Людовика XII. Секретные точки официально закончили своё существование 17 января 1539 года, когда Франциск I своим указом заменил их на буквенное обозначение для каждого монетного двора. Однако, традиция продолжилась, и официально отменённые секретные точки встречаются на монетах Людовика XIV, аж через 100 лет после их отмены.
- Золотой Экю с секретной полой точкой под 5-й буквой легенды, Карл VII
- Золотой Экю с секретной точкой под 20-й буквой легенды, Людовик XI
- Золотой Экю с секретной точкой под 18-й буквой легенды, Карл VIII
- Золотой Экю с секретной точкой и буквенным обозначением под щитом, Франциск I

## Другие упоминания о секретных точках
Секретными точками также называют маленькие точки на военных зекстелях (кригсзекстелях) Ангальт-Бернбургского княжества 1758 года. Предположительно эта точка служила эмиссионным знаком во время Семилетней войны 1756—1763 годов. Предположительно зекстель (с нем. sechtel — шесть) обозначал монету равную 1/6 талера.